# 长嘴乌鸦
长嘴乌鸦，是鸦科鸦属的一种，为印度尼西亚马鲁古群岛北部的特有种。该物种的保护状况被國際自然保護聯盟评为「近危」。
长嘴乌鸦的栖息地为亚热带或热带的湿润低地林。